# Santa Maria della Presentazione

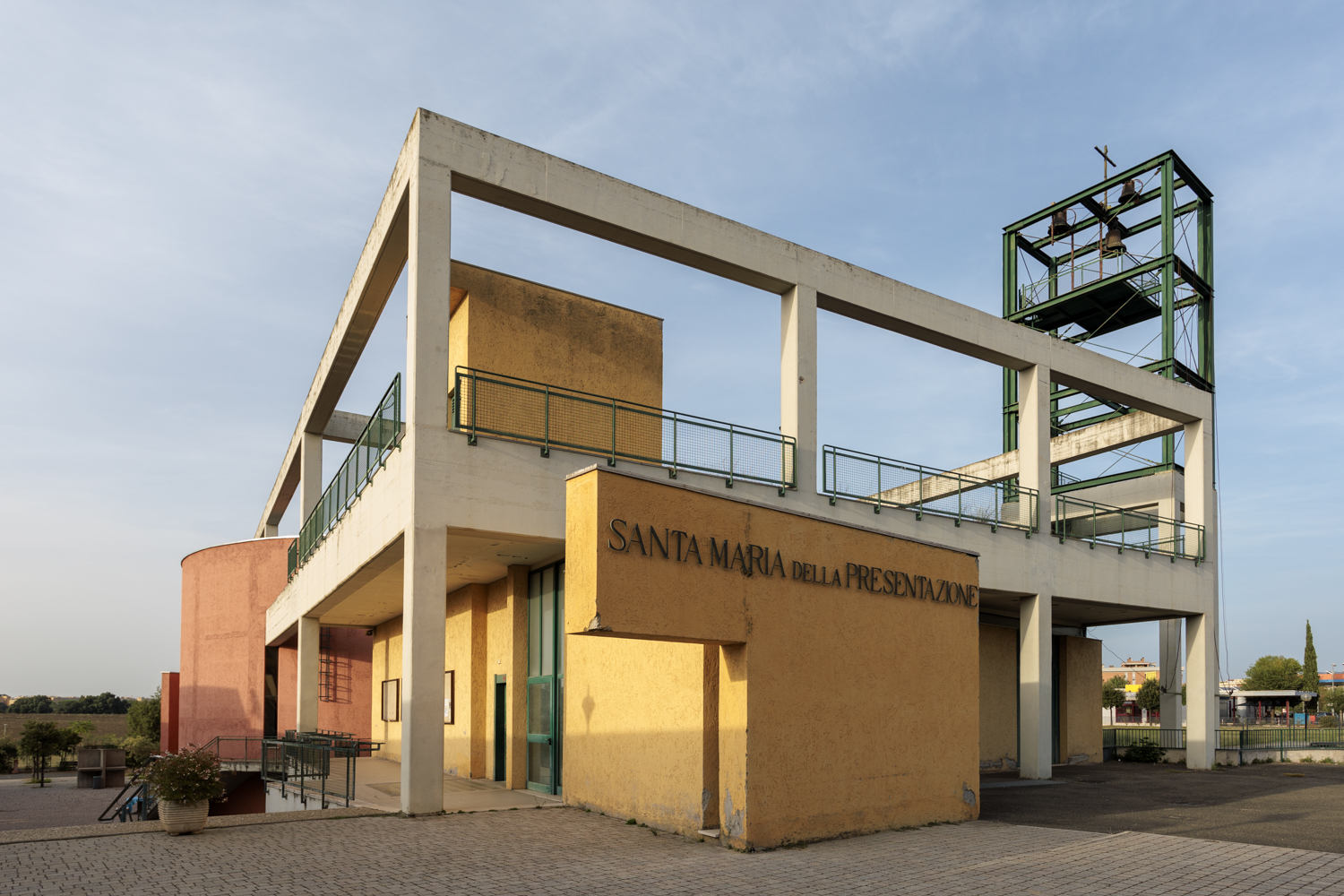
Kirche im Jahr 2023

Santa Maria della Presentazione ist eine Kirche im Bistum Rom im Quartier Lido di Ostia Levante an der Via di Torrevecchia.
Die dazugehörige Gemeinde wurde 1973 gegründet, aber hatte lange keine eigene Kirche. Sie wurde 1997 von Glauco und Roberto Ghersleri entworfen und 2001 fertiggestellt.
Papst Benedikt XVI. erhob die Kirche am 24. November 2007 zur Titelkirche. 
Koordinaten: 41° 54′ 44,5″ N, 12° 24′ 2,8″ O

## Kardinalpriester
- Francisco Robles Ortega seit 24. November 2007